# Champcervon
Champcervon település Franciaországban, Manche megyében. Lakosainak száma 215 fő (2013). Champcervon La Lucerne-d’Outremer községgel határos.

## Népesség
A település népességének változása:
| Lakosok száma | 257  | 200  | 169  | 146  | 142  | 157  | 213  | 215  |
|               | 1962 | 1968 | 1975 | 1982 | 1990 | 1999 | 2008 | 2013 |